# Atac (Star Trek: La nova generació)
"Atac" (títol original en anglès "Descent")és el 26è i últim episodi de la sisena temporada, i el 152è de tota la sèrie, alhora que el primer de la setena temporada, i el 153è de tota la sèrie, de la sèrie de televisió de ciència-ficció estatunidenca Star Trek: La nova generació. La primera part es va emetre originalment el 21 de juny de 1993 i la segona el 20 de setembre de 1993 en redifusió als Estats Units. Fou dirigit per Alexander Singer
Ambientada al segle XXIV, la sèrie segueix les aventures de la tripulació de la nau de la Flota Estel·lar de la Federació Enterprise-D sota el comandament del capità Jean-Luc Picard. En aquest episodi tornen a trobar-se amb els Borg.
L'episodi, que es va emetre per televisió el 1993, compta amb l'aparició de l'astrofísic Stephen Hawking. Apareix a l'obertura de la sèrie a l’holocoberta en un joc de cartes amb l'androide Data, com una versió hologràfica d'ell mateix.

## Argument

### Part I
A l’holocoberta, el tinent Data juga una partida de pòquer amb representacions hologràfiques de Sir Isaac Newton, Albert Einstein i Stephen Hawking. Data explica a Newton que el joc és un experiment per entendre "com interactuarien tres de les ments més importants de la història" en un entorn així. Suspèn el programa quan s'emet una alerta rojaa des del pont.
L'Enterprise respon a una crida de socors d'una base de la Flota Estel·lar. Riker, Worf, Data i un guàrdia de seguretat formen un equip fora de casa i troben la tripulació de la base morta. De sobte són atacats per un grup de Borg, que maten el guàrdia de seguretat. Riker s'adona que, a diferència de trobades anteriors, els Borg estan armats amb armes d'energia i es refereixen els uns als altres com a individus. Data experimenta ràbia mentre lluita contra un Borg i li trenca el coll. Un Borg comença a parlar amb si mateix sobre la naturalesa dels membres de l'equip visitant i sembla indicar una retirada quan veu que Data és un androide.
Mentrestant, en òrbita, una nau no identificada dispara contra l'"Enterprise", que respon al foc. La nau alienígena teletransporta els Borg restants des del lloc avançat i fuig, amb l'"Enterprise" perseguint-los. La nau Borg entra sobtadament en un vòrtex i desapareix. A la superfície del planeta, Riker pregunta a Data què ha passat, però Data només pot explicar que ha sentit ràbia. L'equip visitant és teletransportat de tornada a bord i l'almirall Nechayev arriba per prendre el comandament de la situació. Ella renya Picard per no destruir els Borg quan va tenir l'oportunitat ("Jo, Borg") i li ordena que ho faci si es presenta una altra oportunitat. Data continua intentant entendre què va causar el seu comportament al lloc avançat. Intenta experimentar emocions de nou a través de simulacions de l'esdeveniment, però no ho aconsegueix.
La nau Borg reapareix i ataca un altre lloc avançat. L'"Enterprise" és una vegada més la nau més propera, cosa que fa sospitar a Picard, ja que ara hi ha diverses naus de la Flota Estel·lar patrullant la zona. La nau Borg torna a entrar al vòrtex i desapareix quan l'"Enterprise" la intercepta; l'"Enterprise" queda atrapada al seu pas i la segueix. Quan les naus han sortit del vòrtex, els Borg ataquen l'"Enterprise", teletransportant drons al pont. Després d'un breu tiroteig, un dron mor i un altre resulta ferit, però la distracció permet que la nau Borg s'escapi. Aquest també és un comportament inusual dels Borg, ja que sempre havien recuperat els seus drons, ja fossin vius o morts.
La tripulació descobreix que el vòrtex els porta d'un sistema estel·lar a un altre gairebé instantàniament. No saben com s'activa, però, per la qual cosa no poden tornar a l'espai de la Federació. Data és enviat per parlar amb els Borg capturats en un intent de recopilar informació, però el dron manipula Data perquè l'alliberi i escapen junts en una llançadora. Abans que l'"Enterprise" pugui atrapar la llançadora, aquesta desapareix en un conducte. La tripulació ha après com s'activen els conductes i l'"Enterprise" la persegueix, seguint el rastre de la llançadora fins a un planeta. Un equip no troba rastre de Data ni dels Borg, i alguna cosa a l'atmosfera del planeta està bloquejant els seus sensors, així que Picard decideix dur a terme una recerca terrestre utilitzant gairebé tota la tripulació de l'"Enterprise". Només queda una tripulació mínima a bord sota el comandament de la Dr. Crusher.
Buscant el planeta, Picard, Troi, un oficial de seguretat i La Forge entren en un edifici i són envoltats per Borgs sorollosos. El seu líder, que apareix en una plataforma, s'assembla a Data, però Troi reconeix que és el germà de Data Lore. Data apareix al costat de Lore i anuncia que junts destruiran la Federació.

### Part II
Lore ha descobert una manera de donar emocions a Data i l'ha girat contra la Federació. Lore planeja liderar el grup separatista Borg per destruir tota la vida orgànica, creient que Lore i Data són formes de vida perfectes. Picard, Troi i La Forge són fets captius. Lore ordena que es retiri el VISOR de La Forge. La Forge diu a Picard i Troi que el VISOR li va permetre veure una ona portadora que s'enviava de Lore a Data i suposen que aquesta és la font de les emocions de Data i el control de Lore sobre ell. En òrbita, es detecta la nau Borg i la Dra. Crusher, actuant com a capità, ordena que els equips de fora siguin teletransportats de tornada a bord des del planeta. No hi ha prou temps per recuperar-los tots i 47 membres de la tripulació romanen al planeta. Riker ordena a Crusher que abandoni la zona i que només torni quan sigui segur, ja que la nau Borg rebel ha detectat l'"Enterprise". En lloc d'abandonar el sistema, Crusher ordena a la tripulació que porti la nau a l'estrella. Utilitzant la tecnologia desenvolupada pel científic ferengi Dr. Reyga, modifiquen els escuts per permetre'ls apropar-se a l'estrella més que els Borg. Utilitzen els fasers de la nau per desencadenar una erupció a la superfície de l'estrella que destrueix la nau Borg.
Al planeta, Lore ordena a Data que realitzi un experiment al cervell de La Forge, un procediment irreversible amb un "60% de probabilitats" de ser letal. La Forge suplica a Data, que l'ignora i continua preparant el procés. A la seva cel·la, l'equip visitant construeix un dispositiu que creuen que reactivarà les subrutines morals de Data, amb l'esperança que qüestioni les seves accions poc ètiques i les intencions de Lore.
Riker i Worf es troben amb Hugh, que els diu que Lore és el líder d'aquest grup Borg. Diu que en un moment donat l'ajuda de Lore va ser necessària, però que ha destruït molts Borg mitjançant una experimentació brutal. El grup de Hugh són Borg "rebels" que intenten treure Lore del poder.
L'equip visitant aconsegueix reactivar la programació ètica de Data just quan està a punt de començar la part irreversible de l'experiment. La Forge suplica a Data, demanant-li que revisi la seva consciència. Data vacil·la, afirma que hi ha anomalies a l'experiment i l'ajorna.
Lore comença a dubtar de la devoció de Data i intenta reforçar el control amenaçant amb eliminar les emocions que li ha proporcionat. Data sembla ser submís, però Lore continua sospitant i ordena a Data que demostri la seva lleialtat matant Picard. Data s'hi nega, ja que el reinici de les seves subrutines de moralitat s'ha completat. Dos Borg s'apoderen de Data i Lore està a punt d'executar-lo, quan arriben Riker i Worf, acompanyats per Hugh i alguns dels Borg rebels. Comença una batalla i Lore fuig, perseguida per Data. En el seu enfrontament posterior, Lore intenta convèncer Data perquè escapi amb ell. Quan Data no es deixa convèncer, Lore ataca Data, però Data li dispara amb un faser i després el desactiva.
Com a conseqüència, Hugh es converteix en el líder del grup Borg i l'"Enterprise" torna a l'espai de la Federació. Data informa que Lore serà desmuntat permanentment i que té la intenció de destruir el xip emocional, ja que és "massa perillós", al·legant el dany que ha infligit sota la seva influència. La Forge intervé i li aconsella que es quedi el xip fins que estigui a punt.

## Repartiment i doblatge al català
La sèrie va ser doblada al català pels estudis Tramontana (primera part) i Soundtrack (segona part) i emesa a TV3 l’any 1991. Només ha estat doblada la primera part. Els dobladors de la primera part de l’episodi foren:
| Personatge      | Actor/actriu    | Veu en català    |
| --------------- | --------------- | ---------------- |
| Jean-Luc Picard | Patrick Stewart | Joan Crosas      |
| William Riker   | Jonathan Frakes | Antoni Forteza   |
| Data            | Brent Spiner    | Joaquim Sota     |
| Geordi La Forge | LeVar Burton    | Aleix Estadella  |
| Worf            | Michael Dorn    | Enric Arquimbau  |
| Beverly Crusher | Gates McFadden  | Aurora Garcia    |
| Deanna Troi     | Marina Sirtis   | Alicia Laorden   |
| Stephen Hawking | Stephen Hawking | Jaume Villanueva |
| Isaac Newton    | John Neville    | Ramon Puig       |
| Albert Einstein | Jim Norton      | Jordi Vilaseca   |
| Crosis          | Brian Cousins   | Jordi Vilaseca   |

- Natalija Nogulich – Alm. Alynna Nechayev
- Richard Gilbert-Hill - Bosus
- Stephen James Carver - Tayar
- Jonathan Del Arco - Hugh
- Alex Datcher - Ens. Taitt
- James Horan - Tt. Barnaby
- Benito Martinez - Salazar
- Michael Reilly Burke - Goval

## Producció
Es van discutir diverses idees per al final de la sisena temporada, incloent-hi una història en què l'Enterprise rep l'ordre de tornar a la Terra i els personatges principals són assignats a diferents posicions. Una segona idea era continuar la història de la nova capacitat de Data per somiar de l'episodi setzè de la sisena temporada ("Drets de naixement, part I"). Una altra possibilitat era un crossover amb la sèrie derivada Star Trek: Deep Space Nine, en què ambdues tripulacions han de lluitar contra extraterrestres prèviament desconeguts. Al final, resultaria que els extraterrestres estan liderats pel germà de Data, Lore. Ronald D. Moore finalment va suggerir produir una altra història Borg, mostrant les conseqüències dels esdeveniments de l'episodi "Jo, Borg".
Mentre que el guió de la primera part va ser escrit per Jeri Taylor i Ronald D. Moore, René Echevarria va rebre la tasca d'escriure la segona part. Es va enfrontar al problema que no podia donar l'espai necessari a tots els fils argumentals que s'havien iniciat a la primera part. Per tant, va haver de reduir considerablement la trama planificada al voltant de Hugh i concentrar-se principalment en la trama al voltant de Lore. Els tractes de Lore amb els Borg es basen en les pràctiques de les sectes religioses; els Davidians i el seu líder David Koresh van servir com a font d'inspiració específica.

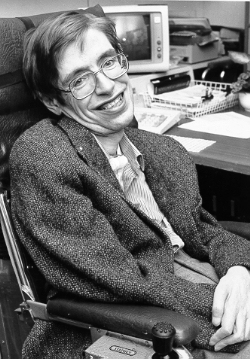
Stephen Hawking en una visita a la NASA.

En una projecció del documental de 1991 A Brief History of Time, que està basat en el llibre homònim del físic teòric britànic Stephen Hawking, Hawking va ser presentat al públic pel veterà actor de "Trek" Leonard Nimoy. Gordon Freedman, productor executiu d’A Brief History va dir a Nimoy que Hawking era un àvid fan de "Star Trek". Posteriorment, es va organitzar una visita a Hawking al plató de "Star Trek: La nova generació", cosa que incloïa l'oportunitat de seure a la cadira del capità. Freedman va dir al productor executiu de la sèrie, Rick Berman, que Hawking apareixeria a la sèrie si li ho demanessin. Hawking va acceptar l'oferta posterior, cosa que va marcar la primera vegada que una estrella convidada es va interpretar a si mateix en un episodi de qualsevol sèrie de "Star Trek". Després que li enviessin el guió, hi va fer algunes modificacions, inclosa la millora d'una línia de diàleg humorística per fer-la més divertida, cosa que Berman va qualificar de "deliciós".
Més tard, quan l'actor Brent Spiner, que apareixia a l'escena amb Hawking, va llegir el guió per primera vegada i va veure que Hawking era un personatge, es va imaginar que li podrien demanar que interpretés el científic, ja que havia interpretat diversos papers en episodis anteriors. Spiner, però, es va emocionar en saber que Hawking havia acceptat interpretar-se a si mateix, cosa que va portar Spiner a comentar: "Però encara crec que el noi em va costar un Emmy". El rodatge de l'escena va atreure una multitud de personal, inclosos alguns que no treballaven a l'escena però que fingien tenir una raó relacionada amb la feina per ser-hi segons el guionista Ronald D. Moore. Entre les configuracions de càmera, Hawking va ser col·locat en una habitació de la mida d'un armari a petició seva, perquè aquesta solitud li permetia pensar sense distraccions. Berman va relatar que de totes les persones notables que havia conegut al llarg de la seva carrera, inclosos presidents i magnats empresarials, el visitant que destacava per sobre de la resta era Hawking.
Aquest episodi és l'únic que té el títol de l'episodi i els crèdits inicials llistats durant la sessió inicial, abans de la seqüència del títol. Normalment, el títol de l'episodi i totes les estrelles convidades, productors/directors apareixen després de la seqüència del títol inicial.

## Novel·la
Una novel·lització d'aquest episodi va ser publicada per Pocket Books. Va ser una de les cinc novel·lacions que es van fer dels episodis de The Next Generation, juntament amb "Trobada a Farpoint", "Unificació", "Relíquies" i "Totes les coses bones...".

## Recepció
Keith DeCandido va qualificar la primera part de "Atac" a "tor.com" el 2012 com un episodi lleugerament per sota de la mitjana de "Star Trek: La nova generació", que en realitat té tots els ingredients per a una història emocionant, però que tot i així sembla buit. No li va agradar el fet que el conducte transcurvatura només es descobreixi en el moment exacte en què es necessita per a la història. Les adversitats del planeta Borg també li semblen increïbles a DeCandido, però massa adaptades al guió. Va trobar que el desenvolupament de les emocions de Data no estava ben gestionat. DeCandido va destacar la partida de pòquer i les converses entre Data i Troi, i Picard i Nechayev, com a moments positius.. DeCandido va qualificar la segona part com un episodi força deficient. Va criticar el fet que l'anunci de Lore de la primera part que volia destruir la Federació no es va seguir, i en última instància no queda gens clar quin era realment el seu pla. DeCandido va trobar que Lore era un pur clixé dolent en aquest episodi, que és considerablement menys entretingut que en les seves aparicions anteriors. La història que envolta la Dra. Crusher força fluixa, ja que va sentir que no necessitava una seqüela de "Sospites". DeCandido tampoc creu que l'episodi funcioni com una seqüela de "Jo, Borg", perquè l'amistat entre Hugh i La Forge va ser un element central en aquest episodi, però aquí els dos personatges no interactuen en absolut.
El 2017, Den of Geek va classificar Jonathan Del Arco com un dels dels deu millors papers d'estrella convidada a Star Trek: La nova generació. També apareix en el paper de Tercer de Cinc (és a dir, Hugh), a "Jo, Borg" i "Atac, Part II", i va repetir el paper a la sèrie Star Trek: Picard.
El 2019, ScreenRant va recomanar "Atac" com a fons del personatge Data, per a la sèrie Star Trek: Picard.
El 2020, Space.com va recomanar veure aquest episodi com a fons per a Star Trek: Picard.
El 2020, Cnet va destacar "Atac" per presentar el retorn dels personatges Hugh i Lore, i el va descriure com a "divertit" però no tan bo com "El bo i millor d’ambdós mons"..
El 2020, SyFy Wire va recomanar aquest episodi per a marató de sèries, assenyalant com explora Hugh, Data i el Borg.

## Guies de visionat
The Nerdist va suggerir aquest episodi com la conclusió d'un arc argumental d'aquesta sèrie de televisió.Proposen un arc narratiu amb l'Enterprise 1701-D enfrontant-se als Borg, que inclouria "Què Q?", "El bo i millor d'ambdós mons", "Jo, Borg" i "Atac".
El 2020, GameSpot va recomanar les parts I i II d’ "Atac" per obtenir informació sobre el personatge de Data.

## Continuïtat de l'arc narratiu
Com a deixada en suspens de temporada, Atac dóna continuïtat a diversos fils oberts en episodis anteriors:
- "Germans", episodi de la quarta temporada on s'introdueix el xip emocional de Data i Lore queda en llibertat
- "Jo, Borg", l'episodi de la cinquena temporada on es troba Hugh per primera vegada.
- "Sospites", l'episodi de la sisena temporada on es van introduir per primera vegada els escuts metafàsics.

A més, el xip emocional té una continuació a la pel·lícula de 1994 Star Trek: Generations.

## Llançaments de vídeo domèstic
"Atac, Part I" i "Atac, Part II" es van publicar en LaserDisc al Regne Unit el gener de 1996. El disc òptic en format PAL tenia una durada de 88 minuts, incloent-hi les dues parts de l'episodi utilitzant les dues cares del disc (CLV). El disc òptic de 12 polzades es venia al detall per 19,99 £ GBP quan va sortir.
Als Estats Units, els episodis es van publicar en LaserDisc en dues iteracions separades, amb la Part I emparellada amb "Fuita de temps" i la Part II emparellada amb "Enllaços". Els discs "Fuita de temps" i "Atac, Part I" es van publicar en format NTSC el 17 de novembre de 1998. "Atac, Part II" i "Enllaços" es van publicar en format NTSC el 24 de novembre de 1998. Tots dos eren discs òptics de 12 polzades amb les dues cares utilitzades per a una durada total de 92 minuts, i es venien al detall per 34,98 dòlars americans. Van ser publicats per Paramount Home Video i fabricats per Pioneer USA.
Atac també es va publicar en cinta VHS.
"Atac, Part I" es va publicar com a part de la caixa de DVD de la sisena temporada de Star Trek: La nova generació als Estats Units el 3 de desembre de 2002.  Una versió remasteritzada en HD d’ "Atac Part I" es va publicar en disc òptic Blu-ray el 24 de juny de 2014.